# The Horrors
The Horrors – brytyjski zespół muzyczny wykonujący szeroko pojętą muzykę rockową. Powstał w 2005 roku w Londynie. 

## Muzycy
Obecny skład zespołu
- Faris Badwan (Faris Rotter) – wokal prowadzący
- Joshua Hayward (Joshua Third, Joshua Von Grimm) – gitara, wokal wspierający
- Tom Cowan (Tomethy Furse) – syntezatory, gitara basowa
- Rhys Webb (Spider Webb) – gitara basowa, organy, instrumenty klawiszowe, wokal wspierający
- Joseph Spurgeon (Coffin Joe) – perkusja

oraz
- Freddie Cowan – gitara

## Dyskografia
Albumy
- Strange House (2007)
- Primary Colours (2009)
- Skying (2011)
- Luminous (2014)

Single
| Tytuł                   | Rok  | Pozycja na liście | Wytwórnia płytowa | Album           |
| Tytuł                   | Rok  | UK                | Wytwórnia płytowa | Album           |
| ----------------------- | ---- | ----------------- | ----------------- | --------------- |
| "Sheena Is a Parasite"  | 2006 | —                 | L O G             | Strange House   |
| "Death at the Chapel"   | 2006 | —                 | L O G             | Strange House   |
| "Count in Fives"        | 2006 | —                 | L O G             | Strange House   |
| "Gloves"                | 2007 | 34                | L O G             | Strange House   |
| "She Is the New Thing"  | 2007 | 89                | L O G             | Strange House   |
| "Sea Within a Sea"      | 2009 | —                 | X L               | Primary Colours |
| "Who Can Say"           | 2009 | —                 | X L               | Primary Colours |
| "Mirror's Image"        | 2009 | —                 | X L               | Primary Colours |
| "Whole New Way"         | 2009 | —                 | X L               | Primary Colours |
| "Still Life"            | 2011 | 63                | X L               | Skying          |
| "I Can See Through You" | 2011 | —                 | X L               | Skying          |
| "Changing The Rain"     | 2012 |                   | X L               | Skying          |